# Alexander-Friedmann-Preis
Der Dr.-Alexander-Friedmann-Preis  wurde 2009 in Wien gestiftet und wird seither alljährlich an Personen, Projekte oder Organisationen in Österreich verliehen, die sich in besonderem Maße für traumatisierte Menschen engagieren. Der Preis ist mit 10.000 Euro dotiert.

## Namensgeber, Trägerverein
Der Preis ist nach dem Neurologen, Psychiater und Hochschullehrer Alexander Friedmann (1948–2008) benannt, einem bedeutenden Vertreter der Transkulturellen Psychiatrie. Friedmann baute am Wiener Allgemeinen Krankenhaus die Ambulanz für Transkulturelle Psychiatrie auf, die er bis zu seinem Tode leitete, war 1994 Mitgründer des psychosozialen Zentrums ESRA und 1998 des Jüdischen Beruflichen Bildungszentrums (JBBZ). Er wirkte ab 1983 als Vorstandsmitglied der Israelitische Kultusgemeinde Wien und war ab 1989 Vorsitzender deren Sozialkommission. Er wurde in die Ethikkommission der Stadt Wien berufen und erhielt das Goldene Verdienstzeichen der Republik Österreich.
Das psychosoziale Zentrum ESRA wurde 1994 gemeinsam von Israelitischer Kultusgemeinde und Stadt Wien gegründet. ESRA bietet sowohl medizinische und psychotherapeutische Behandlungen, als auch sozialarbeiterische Beratung für Überlebende des NS-Regimes, deren Angehörige sowie für die jüdische Bevölkerung Wiens an. Auch Menschen anderer Bevölkerungsgruppen, die durch das Erleben von Gewalt, Katastrophen oder durch andere Ereignisse traumatisiert wurden, finden bei ESRA – nach Maßgabe der Möglichkeiten – Hilfe. Der Verein erhielt 2011 den Bruno-Kreisky-Preis für Verdienste um die Menschenrechte verliehen, leistet dem Fonds Alexander Friedmann-Preis organisatorische Unterstützung und stellt für die Preisverleihung seine Räumlichkeiten zur Verfügung.

## Kuratorium, Jury, Vergabe
Getragen wird die Preisvergabe durch ESRA und den 2012 bewilligten Fonds Alexander Friedmann-Preis. Den Vorsitz des Kuratoriums haben Clemens Jabloner und Patricia Kahane inne, weitere Mitglieder sind die Historikerin Kathrin Korn und die Kassenführer Hans Peter Hoffmann und Christoph Rechberger.
Die Jury für die Vergabe 2015 besteht – neben Jabloner, Kahane und Korn – aus den Psychiatern Siegfried Kasper (Lehrstuhlinhaber an der Medizinischen Universität Wien), Heinz Katschnig, (Leiter des Ludwig Boltzmann Instituts für Sozialpsychiatrie)
David Vyssoki (Obmann des Vereins ESRA), der Psychologin und Assistenzprofessorin Brigitte Lueger-Schuster und der Sozialarbeiterin Monika Vyslouzil (Rektorin der Fachhochschule St. Pölten).
Der Preis wird für besonderes Engagement in der psychosozialen Arbeit mit traumatisierten Menschen verliehen, beispielsweise Verfolgte, Flüchtlinge, Angehörige von Minderheiten oder Migranten. Ausgezeichnet werden Leistungen in der psychosozialen Beratung, Betreuung oder Behandlung, sowie im Bereich der Wissenschaft. Der Preis wird jährlich vergeben, ist mit 10.000 Euro dotiert und kann auf zwei Preisträger aufgeteilt werden. Er soll die Fortführung und Weiterentwicklung der Arbeit des oder ausgezeichneten Projekte unterstützen. Auch soll die Öffentlichkeit für die Probleme traumatisierter Menschen sensibilisiert und „auf den Wert gemeinnütziger Arbeit aufmerksam gemacht werden.“ Insbesondere Leistungen, die über ethnische Grenzen hinausgehen, finden Berücksichtigung. Die Bewerbung erfolgt mittels Online-Formular auf der Website des Preises.
Die Verleihung erfolgt im Rahmen einer Feierstunde in den Räumlichkeiten des Psychosozialen Zentrums ESRA in der Wiener Tempelgasse.

## Preisträger
- 2009: ASPIS, Forschungs- und Behandlungszentrum für Opfer von Gewalt, Klagenfurt und
- 2009: Hemayat, Betreuungszentrum für Folter- und Kriegsüberlebende in Wien
- 2010: PEREGRINA, Bildungs,- Beratungs- und Therapiezentrum für Immigrantinnen und
- 2010: VEREIN ZEBRA, Interkulturelles Beratungs- und Therapiezentrum in Graz
- 2011: ANKYRA, Zentrum für interkulturelle Psychotherapie, Einrichtung des Diakonie-Flüchtlingsdiensts, Innsbruck
- 2012: Projekt MOBILE der Caritas, Asyl & Integration, Wiener Neustadt
- 2013: Hilfsorganisation OMEGA, Graz
- 2014: Deserteur- und Flüchtlingsberatung, Wien
- 2015: Wiener Integrationshaus, Wien; ÖBB; SEKA Women Freedom Project, Bosnien-Herzegowina
- 2016: Nachbarinnen, Wien; Verein KUI - Kinderflüchtlinge unterstützen und integrieren
- 2017: Queer Base – Welcome and Support for LGBTIQ Refugees, Wien
- 2018: Miteinander Lernen, Wien; Asylkoordination, Wien
- 2019: SHALOM ALAIKUM – Jewish Aid for Refugees in Vienna
- 2020: AFYA - Verein zur interkulturellen Gesundheitsförderung in 1150 Wien
- 2020: Verein GARTEN DER BEGEGNUNG in Traiskirchen[1]